# Xantofilă

Structura chimică a criptoxantinei

Xantofilele sunt pigmenți naturali de culoare galbenă, făcând parte din clasa mare a carotenoidelor, împreună cu carotenele. Numele provine din greacă, ξανθός (xanthos) însemnând galben, iar φύλλον (phyllon) însemnând frunză. 
Prezintă structură similară cu carotenele, dar în structura xantofilelor se regăsesc atomi de oxigen, spre deosebire de carotene care sunt hidrocarburi. Atomii de oxigen pot fi regăsiți sub formă de grupe hidroxil, cetonă sau epoxid. De aceea, xantofilele sunt compuși mai polari, ceea ce induce separarea diferită a celor două clase în cromatografie.
Exemple de compuși din clasa xantofilelor includ: luteină, astaxantină, cantaxantină, α- și β-criptoxantină, flavoxantină, fucoxantină, neoxantină, rodoxantină, rubixantină, violaxantină și zeaxantină.